# Robert Smythson

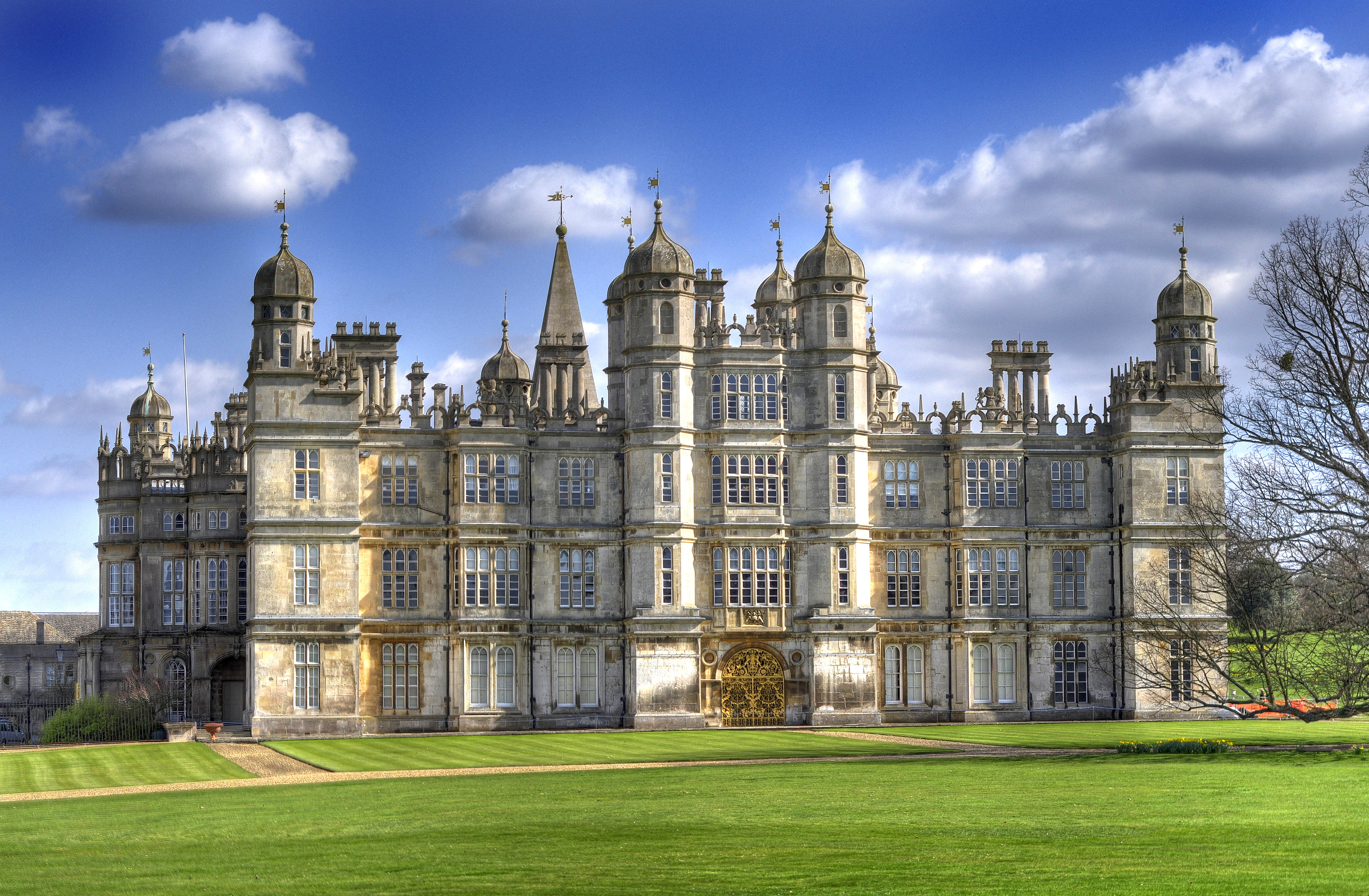
Facade van Burghley House

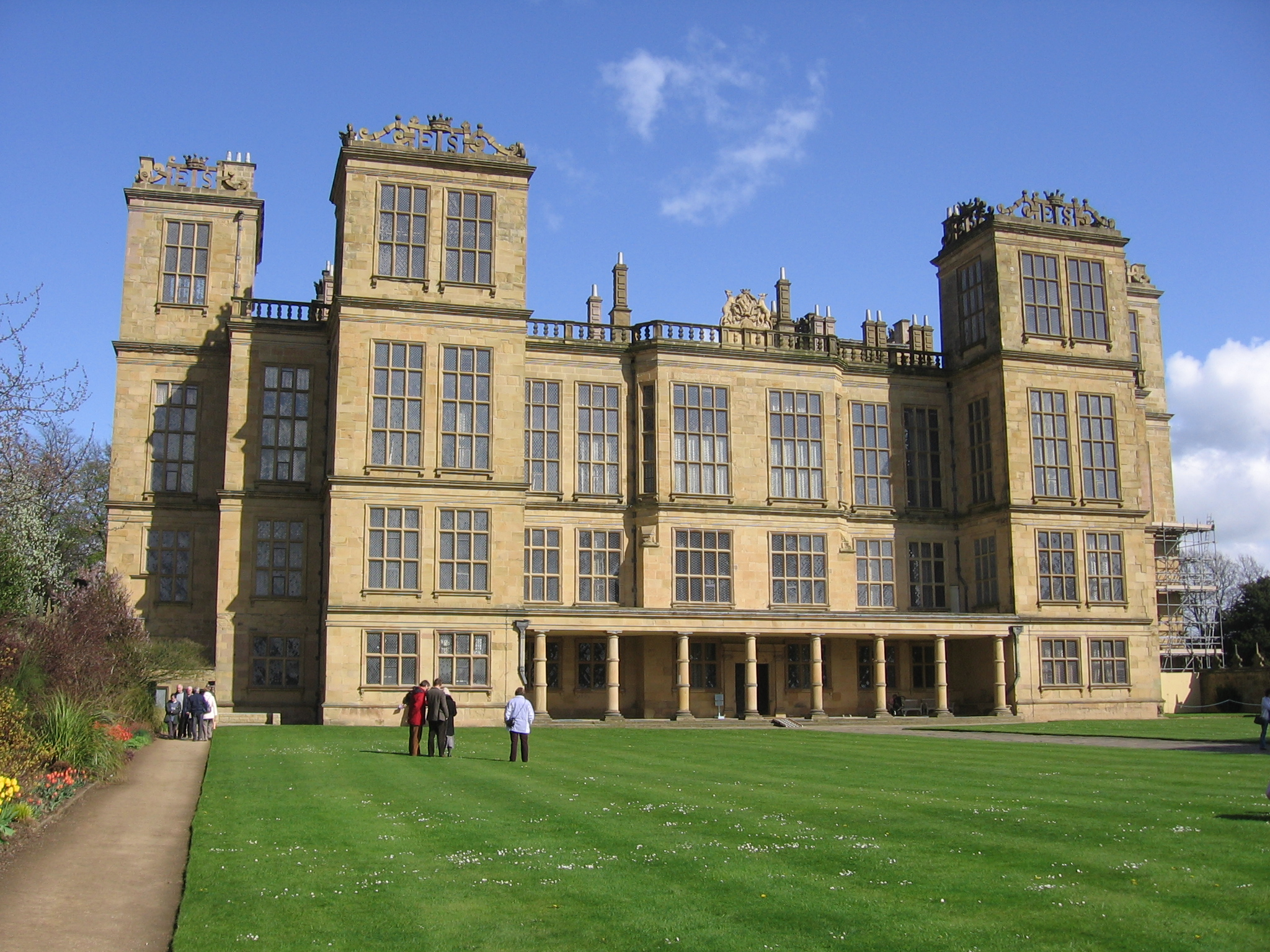
Hardwick Hall, gebouwd tussen 1590 en 1597

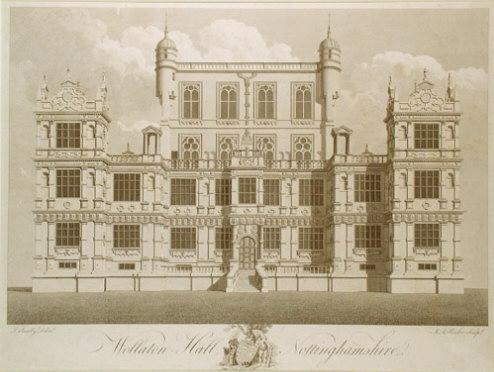
Wollaton Hall in de late 18e eeuw. Gravure van M.A. Rooker naar een tekening van Thomas Sandby

Robert Smythson (Londen, 1534/1535 – Wollaton, 15 oktober 1614) was een Engelse architect. Hij ontwierp een aantal landhuizen ten tijde van koningin Elizabeth I.

## Leven
Over Smythsons afkomst en jeugd is weinig bekend. Hij wordt voor het eerst vermeld in 1556 toen hij steenhouwer was bij het huis Longleat dat John Thynne (ca. 1512-1580) liet bouwen. Later ontwierp Smythson Hardwick Hall, Wollaton Hall, Burghley House, Burton Agnes Hall, en nog een aantal andere belangrijke gebouwen. Traditioneel worden verschillende andere renaissancehuizen op stilistische gronden aan hem toegeschreven, zoals Gawthorpe Hall.
Het beroep van architect kwam in de tweede helft van de zestiende eeuw net tot ontwikkeling in Groot-Brittannië. Smythson was opgeleid als steenhouwer en reisde vanaf 1560 door Engeland als meester van een eigen troep steenhouwers. In 1568 verliet hij Londen voor Wiltshire, om daar opnieuw te gaan werken aan het nieuwe huis Longleat voor Sir John Thynne. Hier werkte hij bijna achttien jaar en maakte hij persoonlijk veel van de ornamenten van het exterieur. Ook wordt aangenomen dat hij grote invloed heeft gehad op het ontwerp. In 1580 ging hij naar een nieuw project: Wollaton Hall. Hier was hij duidelijk meer "surveyor" (toentertijd de term voor "architect") dan steenhouwer en had hij het toezicht op de uitvoering van de bouw.
Smythson had een eigen stijl, die meer was dan alleen maar een samenraapsel van verschillende invloeden. Hoewel accenten uit de renaissance (met name van Sebastiano Serlio), de Vlaamse architectuur en de Engelse gotiek zijn terug te vinden in zijn werk, maakte hij ook eigen ingenieuze aanpassingen, wat resulteerde in vernieuwende huizen met klassieke details. Zo is met name Hardwick Hall bekend door het overvloedige gebruik van glas.
Smythson overleed in 1614 in Wollaton en is daar in de parochiekerk begraven. Op zijn gedenkteken staan onder meer de volgende woorden: "Architecter (sic) and Surveyor unto the most worthy house of Wollaton with divers others of great account." Zijn zoon John Smythson en zijn kleinzoon Huntingdon Smithson waren eveneens architecten. John herbouwde Bolsover Castle.

## Voetnoten
1. ↑  Mark Girouard, Hardwick Hall (Londen: The National Trust, 2006) ISBN 1-84359-217-7
2. ↑  Mark Girouard, Robert Smythson & the Elizabethan Country House (New Haven/Londen: Yale University Press, 1983), p. 82-83, ISBN 0-300-03134-3. Vertaling: "Architect en meter van het zeer edele huis Wollaton en van verschillende andere huizen van grote faam."

- Bibliothèque nationale de France: cb14450698n (data)
- Gemeinsame Normdatei: 122372492
- International Standard Name Identifier: 0000 0001 1646 4764
- Library of Congress Control Number: n83027341
- Nederlandse Thesaurus van Auteursnamen: 069734992
- Système universitaire de documentation: 189525193
- Union List of Artist Names: 500028358
- Virtual International Authority File: 55027790
- WorldCat: E39PBJrRdrvwqHtWH7QKt9tR8C